# Papež Lucij III.
Papež Lucij III. (rojen kot Ubaldo Allucingoli), papež katoliške Cerkve, * okrog 1097, Lucca, Toskana, Sveto rimsko cesarstvo; † 25. november 1185 Verona (Benečija, Beneška republika, Sveto rimsko cesarstvo).

## Življenjepis
Ubalda je Inocenc II. povzdignil za kardinala-diakona pri San Adriano (1138-1141), nato 23. februarja 1141 za kardinala-duhovnika pri Santa Prassede (1141-1158); 1. januarja 1159 pa ga je imenoval Hadrijan IV. za kardinala škofa v Ostiji in Velletriju (1159-1181). Bil je tudi papeški nuncij oziroma apokriziarij v Carigradu (1167-1169).
Ubald je bil cistercijanski menih in se je pisal Allucingoli; rodil se je okrog 1097 v mestu Lucca (italijansko Lucca; latinsko Luca) v Toskani, Sveto rimsko cesarstvo. Leta 1156 leta 1156 je sodeloval v mirovnih pogajanjih v Beneventu s sicilskim kraljem Viljemom I.; 1159 ga je Hadrijan IV. imenoval za ostijsko-velletrijskega kardinala-škofa. Allucingoli je bil zvest Aleksandru III., čigar delovanje je motilo nasprotovanje kar štirih protipapežev. Sodobniki so ga spoštovali zaradi njegove pravičnosti. Bil je eden glavnih tvorcev Beneškega sporazuma 1177.  

### Konklavi
Kot kardinal se je Ubald udeležil na naslednjih konklavov:
- 1143, ko je bil izvoljen papež Celestin II.
- 1144, ko je bil izvoljen papež Lucij II.
- 1145, ko je bil izvoljen papež Evgen III.
- 1153, ko je bil izvoljen papež Anastazij IV.
- 1154, ko je bil izvoljen papež Hadrijan IV.
- 1159, ko je bil izvoljen papež Aleksander III.
- 1181, ko so kardinali izvolili njega samega.

## Papež
Pri papeških volitvah je bil dekan kardinalskega zbora. Za papeža so ga izvolili kardinali že po novih določbah Tretjega lateranskega koncila 1. septembra 1181 v Rimu. Izbral si je ime Lucij III. Takrat je bil že precej v letih, vladal pa je blago in pomirljivo. Zaradi republikansko usmerjenih nemirov v Rimu, ki so se še vedno navdihovali z idejami Arnolda Brešijskega, je moral prav kmalu zapustiti mesto in je poslej bival v Velletriju, kjer je bil naslednjo nedeljo, 6. septembra 1181, tudi posvečen v škofa v tamkajšnji stolnici. Bival je tudi po drugih bližnjih mestih.
V Rim se je lahko vrnil šele meseca novembra in prevzel v posest Lateransko baziliko, ko je razdelil Rimljanom veliko vsoto denarja, kar pa ni dolgo zaleglo. Rim so še zmeraj razburjale republikanske, komunistične in imperialistične ideje fanatičnega Arnolda in samosvojega senata. Rimljani so se nanj jezili, ker ni porušil mesta-tekmeca Tuskula (italijansko Tusculo; latinsko Tusculum), ki je zadnje čase bil leglo nasprotovanja in Rimu in papeštvu; v njem so našli zatočišče tudi mnogi protipapeži. Papež Lucij je tokrat vzel mesto v svoje varstvo; kmalu pa ga je doletela žalostna usoda nekdanjega Jeruzalema, da »ni ostal kamen na kamnu« in je bil porušen 17. aprila 1191 pod njegovim četrtim naslednikom Celestinom III.. 

### Pokol Latinov
1182 so prišle iz Carigrada hude novice. Drhal, ki so jo baje nahujskali pravoslavni duhovniki, se je spravila na že od nekdaj tam živeče »Latine«  in uprizorila strahoten Pokol Latinov. Širile so se govorice, da so nuncija, kardinala Janeza obglavili in njegovo glavo privezali psu za rep in jo med norčevanje vlačili po celem mestu; pobitih je bilo več deset tisoč ljudi, 4000 pa prodanih v turško suženjstvo. 

Glede usode kardinala Janeza pa se viri ne strinjajo: po enih je umrl nasilne smrti in ga imenujejo blaženega mučenca, po drugih pa se je vrnil v Rim in umrl po hudi bolezni naravne smrti.   

### Težave s komuno in cesarjem
Že takoj po izvolitvi se je moral bojevati papež z Rimljani, ki so hoteli doseči proste roke za svojo  komuno, česar pa papež ni mogel odobriti. Oni so črteli tudi Tusculum in ga hoteli razrušiti, ker so tam največkrat našli zatočišče njihovi in papeževi nasprotniki – protipapeži. Rimljani so se zato jezili na papeža, ker ni dal porušiti mesta-tekmeca Tuskula , ki je zadnje čase bilo na cesarjevi strani ter leglo nasprotovanja in Rimu in papeštvu. Papež Lucij je tokrat vzel mesto v svoje varstvo; kmalu pa ga je doletela žalostna usoda nekdanjega Jeruzalema, da »ni ostal kamen na kamnu« (Mt 24,2) in so ga Rimljani popolnoma razdejali 17. aprila 1191 pod njegovim četrtim naslednikom papežem Celestinom III. 
Iz svojega pribežališča v Segniju, kjer je bil takorekoč zaprt že od izvolitve, je papež poklical na pomoč cesarskega namestnika Cristiana di Magonza, da je uspešno razgnal upornike, vendar kmalu nato za visoko vročino umrl ravno v Tuskulu; zopet so tja pridrli grozeči Rimljani in razdejali njegovo okolico poleti 1183. Gregorovius glede tega poroča: 
„Njihovo sovraštvo zoper duhovščino je bilo divjaško in barbarsko; nekoč so polovili večje število  duhovnikov po Kampaniji, jih oslepili vse razen enega; posadili so jih na osle, jim nataknili mitre in pergamente z imeni kardinalov. Nato so ukazali tistemu, ki je še videl, naj odpelje k papežu ta žalostni sprevod. 

1. Njegova prizadevanja za mir s cesarjem Friderikom Barbarossom so bila okronana z mirovnim sporazumom v Konstanci 25. junija 1183. Ob tej priložnosti sta se papež in cesar dogovorila za novo križarsko vojno. Mir pa ni dolgo trajal.
2. Najprej je bilo treba rešiti vprašanje škofovskih posvečenj, ki so jih opravili razkolniški papeži in škofje, a jih je 1179 Tretji lateranski koncil razglasil za neveljavna z odlokom Quod a predecessore, kar je zadevalo zlasti nemško duhovščino.
3. 1183 sta za isto nadškofovsko službo v Treviru podpirala dve različni osebi: cesarjev kandidat je bil Rudolf von Wied (Rodolfo di Wied), papežev pa Volkmar (Volcmaro), ki se je zatekel po podporo k papežu.
4. Cesar je hotel, naj papež okrona za socesarja njegovega sina Henrika VI., na kar je papež odgovoril, da ne moreta biti v enem cesarstvu dva cesarja. [12]
5. Cesar Friderik je vrh tega uradno najavil zaroko med svojim komaj 18-letnim sinom Henrikom in 30-letno Konstanco (Costanza d’Altavilla), Rogerijevo hčerko in dedinjo  Neapeljskega kraljestva in se tako povezal z  Normani. Prav tega pa so se papeži vedno bali: da bi bila Papeška država stisnjena od severa in juga. [13]

## Dela
- Pisma in odloki Lucija III. So izdani v: P.L., CCI, 1071-1376. [3]
- »Documenta Catholica Omnia« (v latinščini). Pridobljeno 6. decembra 2011.
- Med njegovo vladavino se je povečalo število članov kardinalskega zbora od 27 na 32.

### Bule
- 1182 je Lucij III. Izdal bulo, ki omenja chapelle Saint-Sulpice de Cigogne[14]
- Prav tako 1182 je objavil bulo, s katero oprašča opatijo Lisle-en-Barrois vseh dajatev.
- 1184 je sklical cerkveni zbor v Verono, kjer so bile obsojene razne takrat razširjene ločine in herezije.
- 4. novembra 1184 je papež Lucij III. objavil bulo Ad abolendam, v kateri naroča »vsem grofom, baronom, županom in upravnikom mest in drugih krajev«, ki se niso vključili v boj zoper herezijo kljub pozivu, naj to storijo; drugače bodo oni sami zapadli izobčenju, a njihova ozemlja interdiktu. To preganjanje herezije bo podpirala apostolska oblast Cerkve, a kaznovala cesarska oblast države.[15]

### Papež Lucij in Slovenci
Med bivanjem v Veroni je 21. septembra 1184 vzel v svoje varstvo benediktinski samostan Št. Pavel v Labotski dolini, ki je takrat imel posestva tudi pri Sv. Lovrencu na Pohorju, v Rušah in Kamnici. Kartuzijanom v Žičah je 23. januarja 1185 dovolil, da za posvetitev svojih duhovniških kandidatov lahko naprosijo kateregakoli škofa, z listino z datumom 18. februar 1185 pa je ta samostan sprejel v svoje varstvo. Admontskemu samostanu je 16. julija 1185 potrdil lastnišvo nad cerkvijo sv. Marije v Jarenini. 

1183 je podprl ogrskega kralja Béla III.-jega, ko je ustanovil ob Rabi novo mesto, da je poskrbel tudi za ustanovitev samostana; skozi zgodovino se je monošterski cistercijanski samostan tako proslavil, da je mesto dobilo po njem tudi svoje slovensko ime. 

## Smrt in spomin
Ob pripravah na križarski pohod je Lucij III. umrl v Veroni 25. novembra 1185. 

Pokopan je v veronski stolnici.

### Epitaf
Obstaja torej nagrobni kamen z nekaj stihi v latinščini, ki omenja njegov razburkani pontifikat; sklepni del se glasi takole:
| Papa Lucius III (latinski izvirnik) | Papa Lucio III (italijanski prevod) | Papež Lucij III. (slovenski prevod) |
| --- | --- | --- |
| Luca dedit lucem tibi, Luci, Pontificatum Ostia, Papatum Roma, Verona mori. Imo Verona dedit tibi Lucis gaudia; Roma exilium; Curas Ostia; Luca mori. | Lucio, Lucca ti diede i natali, Ostia l'episcopato, Roma ti elesse Papa, Verona ti diede la morte. Anzi, Verona ti diede la vera vita, Roma l'esilio, Ostia gli afanni, Lucca la morte. | Lucij, Luka ti je dala rojstvo, Ostija škofovstvo, Rim te je izvolil za papeža, Verona ti je zadala smrt. Vendar, Verona ti je dala pravo življenje, Rim izgnanstvo, Ostija težave, Luka smrt. |

### Lux in ostio
Malahijeva prerokba pravi o njem, da je kot Luč v vratih (latinsko Lux in ostio; angleško A light in the door). Temu sledi razlaga, da je iz Lucce (Lucensis), ter kardinal Ostije. (latinsko Lucensis Card. Ostiensis; angleško A Luccan Cardinal of Ostia.). ref>M. O'Brien. Prophecy of St. Malachy. str. 36.</ref> Lucius izhaja iz latinske besede lux (=luč) – podoben izvor ima tudi beseda Lucca; Ostia pa izhaja iz latinske besede ostium (=vrata).